# Eurocities
EUROCITIES е организация на градове от Европейския съюз, в която членуват над 140 града. Основана е от кметовете на Барселона, Бирмингам, Франкфурт на Майн, Лион, Милано и Ротердам през 1986 г. Седалището на организацията е в Брюксел.

## История
EUROCITIES се формира през 1986 г. на конференция, организирана в Ротердам, на тема „Градът – двигателят за икономическото възстановяване". На нея присъстват учени и индустриалци от 11 държави. По-късно членовете на организацията приемат устава си през 1991 г.
Първият офис на мрежата е основан през 1992 г. в Брюксел. До днес той е основното седалище на групата и се оглавява от Анна Лиса Бони – генерален секретар. От 2011 г. членове на организацията са повече от 140 европейски града от 35 държави, като повечето европейски столици също са се присъединили.

## Структура
Съставът на EUROCITIES е отворен за всеки европейски град на страна-членка на ЕС с население от 250 000 души или повече. Градове в рамките на Европейския съюз могат да стават пълноправни членове или асоциирани членове. Местните власти на по-малките градове, които не могат да станат пълноправни или асоциирани членове, както и организации, могат да станат асоциирани партньори. Компании и предприятия могат да стават асоциирани бизнес партньори.

### Изпълнителен комитет
Изпълнителният комитет е съставен от 12 избрани представители. Той управлява дейността на организацията. Заседава най-малко 3 пъти годишно и ръководи годишната работна програма, вътрешните правила и бюджета, който е одобрен от годишното общо събрание на организацията. Изпълнителният комитет има и работни групи по различни теми като управлението, политиката на съседство и обществените услуги.

### Форуми и работни групи
Работата се извършва чрез 6 тематични форума и 40 съответни работни групи, в които членовете участват. Създават работни групи за изготвяне на становища на EUROCITIES. Всеки форум заседава 2 или 3 пъти годишно и избира свой собствен председател и заместник-председател.